# 하티 후마윤 칙령
하티 후마윤 칙령 (Hatt-ı Hümayun, Imperial Edict, Imperial Reform Edict , Rescript of Reform)은 1856년 2월 18일 공표된 칙령으로서 탄지마트 칙령에 포함되는 것이었다. 압뒬메지트 1세가 공표한 것으로서 교육과 공무원 임용, 사법부 등 여러 사회 전반에 관련한 개혁을 포함했으며 종교에 따른 차이도 용인됐다. 대개 프랑스와 영국의 입김이 작용한 것으로 보는데 러시아와 크림 전쟁에서 맞서야 했던 오스만 제국을 두 국가가 압박한 것으로 볼 수 있다.
모든 국민에 발표되기는 했지만 일부 공동체별로 적용에 차이가 있을 수 있었다. 법령 적용에 있어 공정함을 원칙으로 하도록 했으며 종교지도자를 매년 선출 혹은 정부에서 지명토록 했다. 1837년 별도의 법정을 설치하는 한편 고위 공무원과 관련된 재판을 다루도록 했다. 투표의 자유도 공표됐다.
문자 그대로의 의미는 술탄의 생각이다.
모든 과거의 칙령과 개혁을 포함했는데 제국 전체의 시민에 해당하며 계급과 종교에 상관 없이 적용토록 했으며 개인의 재산권과 안전, 명예를 존중토록 했다. 유럽 국가의 압력이 작용했다보니 유럽 국가에서는 칙령 조치를 환영했다고 한다. 소수자의 개념을 정식으로 취급하게 됐다는 데 가장 큰 의의가 있었으며 이교도에 대한 배려와 공용어의 다수화, 총대주교제를 도입했다. 이는 종교 지도자를 정치 혹은 입법 체계에 일정 부분 관여할 수 있도록 하는 것으로서 한편으로는 사법부의 자유를 침해할 수 있는 소지가 있었다.

## 같이 보기
- 하티 샤리프 칙령
- 탄지마트